# Acronis True Image
Acronis True Imageはアクロニス社のストレージバックアップおよび管理ソフトウェアである。2002年に初リリースされた。2021年9月に、名称をAcronis Cyber Protect Home Officeに変更したが、2024年に再びAcronis True Imageに戻している。

## 概要
従来のバックアップソフトウェアとは異なり、オペレーティングシステム (OS) を起動したままハードディスクドライブ (HDD) やソリッドステートドライブ (SSD) などのコンピュータストレージのバックアップができるソフトウェアソリューションである。
OSなどのシステム領域、アプリケーションソフトウェア（アプリケーション）、各種設定、ユーザードキュメントファイルなどをすべて保存し、ストレージを丸ごとイメージファイル化するため、PC全体のバックアップ、または復元が数分でできる。OSやアプリケーションのクリーンインストールに比較すれば大幅に作業を減らし、時間を節約する。バックアップファイルさえあれば新しいハードディスクにも復元が可能である。初心者でも使用できる操作性が高いソフトウェアとして、Acronis True Imageは全世界における賞受賞歴がある。

## 基本的な機能
- 高速なバックアップまたは復元
- 定期的な自動バックアップ
- PCの完全/増分/差分バックアップ
- システム移行
- ハードディスクのクローン（OSを含む）
- ファイル/フォルダのバックアップ
- Microsoft 365のバックアップ
- データの完全消去
- フォルダ同期
- ネットワークを通じたバックアップ（ネットワークフォルダ/FTP/NAS）
- オンラインバックアップ
- マルウェア対策

PC版と異なり、モバイル版（iOS/Android版）はシステム領域のバックアップには対応していない。

## バージョン歴
- Acronis True Image Home 6.0 - DVDまたはUSBドライブにバックアップする機能
- Acronis True Image Home 7.0 - バックアップ・ウィザード、ハードディスク・クローン機能（新しいドライブ直接にデータ移動）の追加
- Acronis True Image Home 8.0 - 個別のファイルの復元機能、リモートPCへのバックアップイメージの保存機能
- Acronis True Image Home 9.0 - マルウェアおよびウイルスが書き込みできないリカバリー領域 (SecureZone) にバックアップできる機能、Startup Recovery Managerによるブートメディアなしの復元
- Acronis True Image Home 10.0 - 電子メールバックアップ機能、ネットワークおよびFTP経由のバックアップまたは復元機能
- Acronis True Image Home 11 - 復元できないようにファイル削除ツール (File Shredder)、Acronis Drive Cleanser（ハードディスク完全に削除ツール）、試用モード（安全に不明ソフトウェアのインストールおよびウェブ参照）
- Acronis True Image Home 2009 - Windows Vistaのルック・アンド・フィールユーザインタフェース、ワンクリック・プロテクション機能（1つのクリックでバックアップ）、検索機能、AES暗号化、など。日本語版のビルド9789からWindows 7をサポートしている。
- Acronis True Image Home 2010 - 新たなユーザインタフェース、継続的データ保護、新しいスケジューラ、仮想ハードディスクのサポート、Windows 7対応
- Acronis True Image Home 2011 - 日本国内では販売なし
- Acronis True Image Home 2012 Plus - Plus Pack同梱（日本語版のみ）、オンラインバックアップ、フォルダ同期、大容量ドライブのサポート
- Acronis True Image 2013 Plus
- Acronis True Image 2014 Premium - Acronis Cloudへのバックアップ機能
- Acronis True Image 2015 - PC1台用の「for PC」、Macintosh1台用の「for Mac」、PC/Mac混在可で3台までで使える「for PC and Mac」、PCまたはMac1台でAcronis Cloudに無制限でクラウドバックアップできる「Unlimited for PC and Mac」という複数のエディションあり。また、1台用はそれぞれ3台用に有償でアップグレードできる。
- Acronis True Image 2016 - Windows 10と最新のMac OS Xに対応。Acronis Cloudサブスクリプション契約時に、ストレージ領域をPCのディスクドライブとしてマウントし、普段使わないファイルや大容量データを保管できる「クラウドアーカイブ」機能が搭載された。また、「Try & Decide」の機能が復活した。
- Acronis True Image 2017 - モバイルデバイスのデータをWi-Fi経由でWindows PCに自動バックアップする機能が加わり、モバイルバックアップ、モバイルの台数が無制限になった。また、Facebookの投稿データやコンテンツのバックアップにも対応している。
- Acronis True Image 2018 - ランサムウェアからデータを保護するAIベースのテクノロジーを搭載したAcronis Active Protection 2.0を搭載。また、コンピュータのパフォーマンスを下げることなく継続的にバックグラウンドでバックアップすることも可能になり、アクティブディスクのクローン作製も再起動の必要無しに可能となった。フルイメージバックアップを仮想マシン形式への変換、WinPEブートメディアの作成も可能となっている。macOS向けでは、MacBook ProのTouch Barに新たに対応した。
- Acronis True Image 2019 - クラッシュ後のリカバリが簡単に行える、オールインワン型リカバリツールAcronis Survival Kitを搭載。ローカルバックアップに対する制御をさらに強化してディスク容量を節約する、バックアップバージョンクリーンアップを搭載。
- Acronis True Image 2020 - ローカルでバックアップしながら同時にクラウドに複製（レプリケート）する、デュアルプロテクションを搭載。デスクトップトレイに送られるメッセージによって、バックアップステータスが監視できる、トレイ通知センターを搭載。ノートPCのバックアップ時に、時間設定だけでなくバッテリー残量でも管理ができる、カスタム電源管理を搭載。バックアップを実行する際のWi-Fiをユーザーが選択でき、危険な可能性のあるパブリックネットワークを避けることができる。
- Acronis True Image 2021 - 「Acronis Active Protection」は、従来のランサムウェアなどの攻撃に対する防御に加え、機械学習による未知のマルウェア検出も可能なリアルタイムのマルウェア対策機能、スケジュールスキャン、オンラインミーティングツールの保護機能、悪意のあるWebページをブロックするフィルタリング機能等を付加した。なお、このバージョンがAcronis True Image 2024が登場するまでは買い切り版が存在する最後のバージョンとなった[1]。
- Acronis Cyber Protect Home Office - このバージョンからはサブスクリプション版のみとなる[1]。
- Acronis True Image 2024 - 2024年になって、一部の量販店で再び永続版ライセンスが販売されるようになり、その後サブスクリプション版もTrue Imageの名称に戻った。

### 機能限定版
主にスケジューリング・バックアップ機能や差分バックアップ機能、増分バックアップ機能などが削られている。
- Acronis True Image LE - かつてバッファロー社より発売されたHDD製品（一部機種）等にバンドルされていた機能限定版。「Acronis True Image Home 6.0」をベースに開発された。過去に、2010年4月8日〜同年6月30日の期間限定で後述の「Acronis True Image HD」無償バージョンアップ・キャンペーンが実施されている。参考HP
- Acronis True Image Personal - ソースネクストより発売された機能限定・廉価版。完売。2017年8月18日から31日まで、ソースネクストからも前述のAcronis True Image 2017（ダウンロード版）が販売されていた。下記の問題が存在。
  - 日立グローバルストレージテクノロジーズよりネット上にて公開・無償提供されている「HGST GPT Disk Manager」（WindowsにGPTサポートを追加するツール） を既にインストール済みのPCでは、インストール不可（Acronis True Image Personalを先にインストールすれば、後からHGST GPT Disk Managerのインストールが可能）。
  - 前述の方法で両ソフト共にインストール後、 Acronis True Image Personal を起動しても、接続HDDスキャン段階にて止まり、先に進まない。
- Acronis True Image Personal 2 - 発売元は、「Acronis True Image Personal」と同じ。
- Acronis True Image HD - バッファロー社より発売されているHDD製品（一部機種）や無線LAN用ルーター（一部機種）等にバンドルされている機能限定版。「Acronis True Image Home 10.0」をベースに開発された。機能限定版の中では唯一、Windows 7対応。Windows 8についても、バッファロー社HP にて「△（対応予定）」と公式アナウンスされている。
- Acronis True Image WD Edition / Acronis True Image for Western Digital - ウエスタン・デジタルが自社製品HDD・SSDユーザーのみに対し、ネット上にて公開・提供している。「Acronis True Image Home 2010」をベースに開発された。かつては、Acronis True Image WD Editionとして2016ベースのバージョンが提供されていたが、2022年6月現在は2021ベースのバージョンのみ提供されており、同社の一ブランドとなったサンディスクおよびG-Technology / Sandisk Professionalブランドの製品も対象になっている。Windows 10にも対応。Mac向けも提供されている。
- Seagate Disc Wizard - Seagateが自社製品（他、旧Maxtor製品）HDDユーザーのみに対し、ネット上にて公開・提供している。機能限定版の中で本製品と後述のインテルは「Acronis True Image」を名称に冠していない。
- インテル Data Migration Software - インテルがOptane SSDに対し、ネット上にて公開・提供していた。Windows 10にも対応。製造終了により他製品が案内された。[4]
- Acronis True Image for Crucial - マイクロン・テクノロジ（クルーシャルブランド）が自社製品SSDユーザーのみに対し、ネット上にて公開・提供している。前述のfor Western Digital同様2021バージョンのみの提供。Mac及びWindows 11にも対応。

## Acronis True Image Home 2012 Plusの特徴
Acronis True Image 2012 Plusの特徴:
- 異なるハードウェア構成への復元（Plus Packアドオン同梱）
- オンラインバックアップ（別売オプション）
- フォルダの同期（ローカルおよびネットワーク上）
- HDD/ファイル/履歴の完全消去
- ハードディスクの移行
- Acronis ノンストップバックアップ
- Win 7イメージからの起動
- 仮想ディスクのサポート
- サンドボックス環境 (Try & Decide)
- Acronis セキュアゾーンへのバックアップ
- 自動バックアップ
- バックアップ・スケジューリング
- 増分/差分バックアップおよび完全バックアップ
- Acronis セキュア ゾーン（隠しパーティションへのバックアップ）
- バックアップの予備コピー
- Acronis リカバリ マネージャ
- ネットワークフォルダ/FTP/NASへのバックアップ
- など

### 対応するファイルシステム
- NTFS
- FAT16/32/exFAT
- Ext2/Ext3/Ext4
- ReiserFS
- Linux SWAP
- APFS
- HFS+

### 対応するOS
- Windows 7  SP1（全エディション）
- Windows Vista SP2（全エディション）
- Windows XP SP3
- Windows XP Professional 64ビット SP2
- Windows Home Server 2011
- macOS Big Sur 11
- macOS Monterey 12
- macOS Ventura
- macOS Sonoma

### サポート対象のメディア
- 内蔵/外付けハードディスク
- ネットワーク・ストレージ
- FTPサーバ
- CD-R/RW、DVD-R/RW、DVD+R/RW、BD-R(Blu-ray)
- ZIP、REV
- IEEE1394(Firewire)、USB 1.0/2.0/3.0 ドライブ、PC カードストレージデバイス
- RAID 0/1/5/0+1/1+0
- など